# Andreas Rothlin Svensson
Carl Andreas Rothlin Svensson, född Svensson 15 maj 1972 i Vasa församling, Göteborg, är en svensk skådespelare och röstskådespelare.

## Biografi
Andreas Rothlin Svensson gick Södra Latins teaterlinje. Från 1990 och tio år framåt jobbade han som scentekniker på Dramaten. Han var med och startade Teater Scenario och Moment teater. 2007 gjorde han sin första roll på Dramaten och sedan 2013 tillhör han teaterns fasta ensemble.
Andreas Rothlin Svensson är även verksam som röstskådespelare.
Han är gift med skådespelaren Anna Rothlin och de har dottern Robin Svensson Rothlin.

## Filmografi, i urval
- 2001 – Harry Potter och de vises sten (svensk röst, Oliver Wood)
- 2001 – Som hund och katt (svensk röst, Calico)
- 2002 – Stuart Little 2 (svensk röst, Monty)
- 2002 – Harry Potter och Hemligheternas kammare (svensk röst, Oliver Wood)
- 2003 – Katten (svensk röst, Fisken)
- 2004 – Hajar som hajar (svensk röst, Luca)
- 2004 – Scooby Doo 2 – Monstren är lösa (svensk röst, Dr. Jonathan Jacobo)
- 2005 – Harry Potter och den flammande bägaren (svensk röst, Cedric Diggory)
- 2005 – Kalle och chokladfabriken (svensk röst som Willy Wonka)
- 2005 – Scooby Doo och Kleopatras förbannelse (svensk röst, Omar)
- 2006 – Bilar (svensk röst, Guido)
- 2007 – Kollopapporna (röst som Lance)
- 2008 – Asterix på olympiaden (röst som Beta)
- 2008 – Barbie i en julsaga (röst som Maurice)
- 2009 – God Madagaskar-Jul (röst som Melman)
- 2009 – Upp (röst som Alpha)
- 2011 – Rango (svensk röst, Rango)
- 2011 – Smurfarna (svenska röster, Kocksmurfen och Kokettsmurfen)
- 2011 – Bilar 2 (svensk röst, Guido)
- 2012 – Sammys äventyr 2 (svensk röst, Jimbo)
- 2012 – Prime Time (Bertil Strand)
- 2012 – Studio Sex (Bertil Strand)
- 2012 – Gravity Falls (TV-serie) (svensk röst, Bill Cipher)
- 2012 – Livstid (Bertil Strand)
- 2012 – Modig (svensk röst, Kråkan)
- 2013 - Pac-Man och spökäventyren (svensk röst, Clyde)
- 2013 – Smurfarna 2 (svensk röst, Kokettsmurfen)
- 2013 – Wallander – Mordbrännaren (Boman)
- 2015 – Miraculous: Ladybug & Cat Noir på äventyr (TV-serie) (diverse röster)
- 2015 – Hotell Transylvanien 2 (röst som Kakis)
- 2015 – Den gode dinosaurien (röst som Skoge Lövgren)
- 2015 – Den lille prinsen (röst som herr Prins)
- 2016 – Bamse och häxans dotter (svensk röst, Tuffe Sork)
- 2016 – Sing (röst som Günther)
- 2016 – Klas Klättermus och de andra djuren i Hackebackeskogen (röst som Kurre Ekorre)
- 2016 – Finaste familjen (TV-serie)
- 2017 – Skönheten och odjuret (svensk röst, LeFou)
- 2017 – Innan vi dör (TV-serie)
- 2017 – Dumma mej 3 (röst som Dru)
- 2017 – Baby-bossen (röst som Ted Templeton)
- 2018 – Mästerdetektiven Sherlock Gnomes (röst som Sherlock)
- 2018–2019 – Vår tid är nu (TV-serie)
- 2018 – She-Ra och prinsessrebellerna (TV-serie) (röst som lord Hordak)
- 2018 – Mary Poppins kommer tillbaka (röst som Hamilton Gooding / Grävling)
- 2019 – Lejonkungen (röst som hyenan Kamari)
- 2020 – Mirakel (TV-serie)
- 2021 – Sing 2 (röst som Günther)
- 2021 – Baby-bossen 2: Familjeföretaget (röst som Ted Senior)
- 2022 – Ice Age: Buck Wilds äventyr (röst som Buckminster "Buck" Wild)
- 2022 – Minioner: Berättelsen om Gru (röst till Gru som liten)
- 2022 – Natt på museet: Kahmunrahs återkomst (röst som Dr. McPhee)
- 2022 – Folk och rövare i Kamomilla stad (röst)
- 2023 – Asterix & Obelix: I drakens rike (röst som Obelix)
- 2023 – Ruby – Havsmonstret (röst som Krill)
- 2024 – Dumma mej 4 (röst)
- 2025 – Tidstjuven (TV-serie)

## Teater

### Roller
| År   | Roll                                                                                 | Produktion                                                                                    | Regi                                     | Teater                  |
| ---- | ------------------------------------------------------------------------------------ | --------------------------------------------------------------------------------------------- | ---------------------------------------- | ----------------------- |
| 1992 | Herr Y                                                                               | Paria August Strindberg                                                                       | Jenny Engdahl                            | Teaterföreningen Luntan |
| 1997 |                                                                                      | Födelsedagskalaset (The birthday party) Harold Pinter                                         | Andreas Boonstra                         | Teater Scenario         |
| 1997 |                                                                                      | Svek (Betrayal) Harold Pinter                                                                 | Andreas Boonstra                         | Teater Scenario         |
| 1998 |                                                                                      | Par i Pinter (A Slight Ache/The Lover) Harold Pinter                                          | Andreas Boonstra                         | Teater Scenario         |
| 1999 |                                                                                      | Vernissage (Vernisáž) Václav Havel                                                            | Lotti Törnros                            | Teater Scenario         |
| 1999 | Oidipus                                                                              | Konung Oidipus (Οἰδίπους Τύραννος) Sofokles                                                   | Andreas Boonstra                         | Teater Scenario         |
| 2000 |                                                                                      | Travelling Light Clara Diesen                                                                 | Clara Diesen                             | Teater Scenario         |
| 2000 |                                                                                      | Sagor & Snusk för vuxna (I-III)                                                               | Andreas Rothlin Svensson Sara Rapp Acedo | Teater Scenario         |
| 2001 |                                                                                      | Ankdammen (Duck variations) David Mamet                                                       | Andreas Boonstra                         | Teater Scenario         |
| 2001 |                                                                                      | När kriget var slut Heinrich Böll                                                             | Andreas Boonstra                         | Teater Scenario         |
| 2002 | Woyzeck                                                                              | Woyzeck på svenska (Woyzeck) Georg Büchner                                                    | Andreas Boonstra                         | Moment teater           |
| 2002 | Saturninus                                                                           | Titus Andronicus William Shakespeare                                                          | Andreas Boonstra                         | Moment teater           |
| 2003 | Daniel                                                                               | Lögnen Helga Bumsch                                                                           | Helga Bumsch                             | Moment teater           |
| 2003 | Adolf Hitler                                                                         | Mein Kampf George Tabori                                                                      | Andreas Boonstra                         | Moment teater           |
| 2003 |                                                                                      | 4h Obligatoriskt – Det passionerade ämnet Åsa Lindholm                                        | Sara Giese                               | Orionteatern            |
| 2003 |                                                                                      | Orkestern Joakim Stenshäll                                                                    | Andreas Boonstra                         | Moment teater           |
| 2004 | Lejonet                                                                              | Pudding för en panda Marianne Linder                                                          | Björn Elisson                            | Björn Elisson Kompani   |
| 2006 |                                                                                      | Now My Heart Is Full Sara Giese                                                               | Sara Giese                               | Moment teater           |
| 2006 |                                                                                      | Den tejpade mannen Pontus Stenshäll                                                           | Pontus Stenshäll                         | Moment teater           |
| 2007 | Sonen                                                                                | Jag tänker på mig själv Marianne Lindberg De Geer                                             | Andreas Boonstra                         | Dramaten                |
| 2007 | Siegfried                                                                            | Vögelein Staffan Valdemar Holm                                                                | Staffan Valdemar Holm                    | Dramaten                |
| 2008 | Alexander Adam                                                                       | Svenskt landskap med kinesiska detaljer Lucas Svensson                                        | Carolina Frände                          | Dramaten                |
| 2008 | Max                                                                                  | Love & Cirkusfåglarna Nina Wester                                                             | Nina Wester                              | Dramaten                |
| 2009 | Don Carlos                                                                           | Don Carlos (Don Karlos, Infant von Spanien) Friedrich Schiller                                | Staffan Valdemar Holm                    | Dramaten                |
| 2009 | Jakob                                                                                | Solen Gustav Nils Gredeby                                                                     | Anette Norberg                           | Dramaten                |
| 2010 |                                                                                      | Teddybears VS Don Carlos Friedrich Schiller och Teddybears STHLM                              | Klas Åhlund Staffan Valdemar Holm        | Dramaten                |
| 2010 | Pjotr Sergejevitj Trofimov                                                           | Körsbärsträdgården (Вишнёвый сад, Visjnjovyj sad) Anton Tjechov                               | Mats Ek                                  | Dramaten                |
| 2011 | Pontus                                                                               | Under hallonbusken Maria Blom                                                                 | Maria Blom                               | Dramaten                |
| 2011 | Medverkande                                                                          | Köpmannens kontrakt (Die Kontrakte des Kaufmanns) Elfriede Jelinek                            | Mellika Melouani Melani                  | Dramaten                |
| 2011 | Alceste                                                                              | Misantropen (Le misanthrope) Molière                                                          | Eirik Stubø                              | Dramaten                |
| 2012 | Edouard                                                                              | Paradisets barn (Les Enfants du paradis) Jacques Prévert                                      | Ellen Lamm                               | Dramaten                |
| 2012 | Filosofen                                                                            | Dissekering av ett snöfall Sara Stridsberg                                                    | Tatu Hämäläinen                          | Dramaten                |
| 2012 | Jean                                                                                 | Fröken Julie – The Musical August Strindberg, Charlotte Engelkes och Andreas Rothlin Svensson | Charlotte Engelkes                       | Dramaten                |
| 2012 | Desmond                                                                              | Chèri Colette                                                                                 | Jenny Andreasson                         | Dramaten                |
| 2013 | Mark Sackling                                                                        | Främmande språk (Quartermaine's Terms) Simon Gray                                             | Gösta Ekman                              | Dramaten                |
| 2014 | Ivan                                                                                 | Mästaren och Margarita (Мастер и Маргарита, Master i Margarita) Michail Bulgakov              | Stefan Metz                              | Dramaten                |
| 2014 | Arvid                                                                                | Utvandrarna Vilhelm Moberg                                                                    | Mats Ek                                  | Dramaten                |
| 2015 | Mannen V                                                                             | Mannen utan minne (Mies vailla menneisyyttä) Aki Kaurismäki                                   | Nadja Weiss                              | Dramaten                |
| 2015 |                                                                                      | Kärleken kommer att skilja oss åt Ian Curtis och Sara Stridsberg                              | Sally Palmqvist Procopé                  | Dramaten                |
| 2015 | Ivan                                                                                 | Idioten Mattias Andersson efter Fjodor Dostojevskij                                           | Mattias Andersson                        | Dramaten                |
| 2016 | Arvid                                                                                | Utvandrarna Vilhelm Moberg                                                                    | Mats Ek                                  | Dramaten                |
| 2016 | Andreas                                                                              | Kärleken kommer att skilja oss åt Ian Curtis och Sara Stridsberg                              | Sally Palmqvist Procopé                  | Dramaten                |
| 2016 |                                                                                      | Huset vid nattens ände Sebastian Hartmann                                                     | Sebastian Hartmann                       | Dramaten                |
| 2017 | Greve Almaviva                                                                       | Figaros bröllop (La Folle Journée, ou Le Mariage de Figaro) Pierre de Beaumarchais            | Tobias Theorell                          | Dramaten                |
| 2017 |                                                                                      | Stilla liv Lars Norén                                                                         | Lars Norén                               | Dramaten                |
| 2017 | Konstantin Levin                                                                     | Anna Karenina (Анна Каренина) Lev Tolstoj                                                     | Tobias Theorell                          | Dramaten                |
| 2018 | Man 2 Brudgummen Troll 2 Den grönklädda kvinnans son Eberkopf Begriffenfeldt En kock | Peer Gynt Henrik Ibsen                                                                        | Michael Thalheimer                       | Dramaten                |
| 2018 | Frid                                                                                 | Sommarnattens leende Ingmar Bergman                                                           | Hugo Hansén                              | Romateatern             |
| 2018 | Byrådirektör H. K. Bergdahl m fl                                                     | Sagan om Karl-Bertil Jonssons julafton Tage Danielsson, Per Åhlin (bearbetning Henrik Dorsin) | Anna Vnuk                                | Scalateatern            |
| 2020 | Man 2 Brudgummen Troll 2 Den grönklädda kvinnans son Eberkopf Begriffenfeldt En kock | Peer Gynt Henrik Ibsen                                                                        | Michael Thalheimer                       | Dramaten                |
| 2020 | Teck                                                                                 | Vakten vid Rhen (Watch on the Rhine) Lillian Hellman                                          | Jenny Andreasson                         | Dramaten                |
| 2020 | Aigisthos                                                                            | Elektra Hugo von Hofmannsthal                                                                 | Michael Thalheimer                       | Dramaten                |
| 2021 |                                                                                      | Den yttersta minuten Mattias Andersson                                                        | Mattias Andersson                        | Dramaten                |
| 2021 | Aigisthos                                                                            | Elektra Hugo von Hofmannsthal                                                                 | Michael Thalheimer                       | Dramaten                |
| 2022 | Klesjtj                                                                              | Natthärbärget (На дне, Na dne) Maksim Gorkij                                                  | János Szász                              | Dramaten                |
| 2022 | Banquo                                                                               | (Macbeth) Hannes Meidal och Jens Ohlin                                                        | Jens Ohlin                               | Dramaten                |
| 2023 | Herr Peachum                                                                         | Tolvskillingsoperan (Die Dreigroschenoper) Bertolt Brecht och Kurt Weill                      | Sofia Adrian Jupither                    | Dramaten                |
| 2024 |                                                                                      | Titta en älg Kristina Lugn                                                                    | Mellika Melouani Melani                  | Dramaten                |

### Regi
| År   | Produktion                      | Upphovsmän      | Teater                                               |
| ---- | ------------------------------- | --------------- | ---------------------------------------------------- |
| 2000 | Big Ben                         | Daniela Kullman | Teater Scenario                                      |
| 2001 | Sagor & Snusk för vuxna (I-III) |                 | Teater Scenario Regi tillsammans med Sara Rapp Acedo |